# Wildberg (Svizzera)
Wildberg (toponimo tedesco) è un comune svizzero di 985 abitanti del Canton Zurigo, nel distretto di Pfäffikon.

## Storia
Nel 1934 la località di Hinter-Rikon, già frazione di Wildberg, fu assegnata al comune di Zell.

## Monumenti e luoghi d'interesse

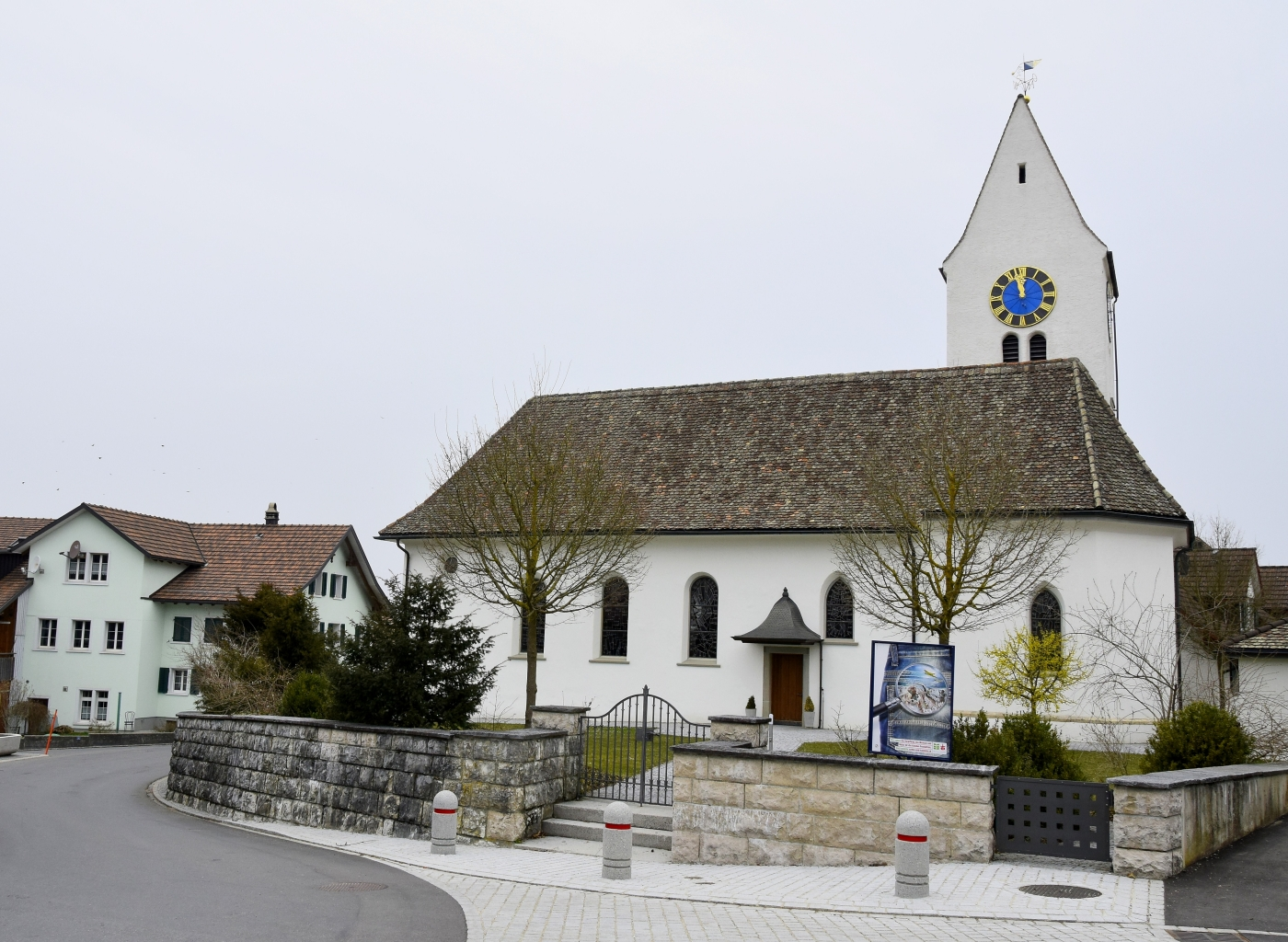
La chiesa riformata

- Chiesa riformata (già di Santa Maria), eretta nel 1320-1329[1].

## Società

### Evoluzione demografica
L'evoluzione demografica è riportata nella seguente tabella:
Abitanti censiti

## Amministrazione
Ogni famiglia originaria del luogo fa parte del cosiddetto comune patriziale e ha la responsabilità della manutenzione di ogni bene ricadente all'interno dei confini del comune.